# Esteban Romero Sandoval
Esteban Romero Sandoval (Padre Las Casas, 1906-Santiago, 1983) fue un contador, dirigente mapuche y diputado chileno. Es reconocido como uno de los líderes históricos de la Corporación Araucana.

## Biografía
Esteban Romero Sandoval nació en el sector de Truf-Truf, actual comuna de Padre Las Casas, en 1906. Era hijo del cacique José María Romero, uno de los principales líderes durante el Levantamiento mapuche de 1881.
Durante su juventud se integró a la Sociedad Caupolicán Defensora de la Araucanía, ejerciendo el rol de presidente de la organización entre 1928 y 1931. En diciembre de ese año la presidencia pasa a Venancio Coñuepán y Romero toma el rol de secretario. Ambos dirigentes, junto a José Cayupi quien toma el cargo de vicepresidente, conforman a partir de ese momento el núcleo de la llamada "Juventud Araucana", que toma el control de la Sociedad, y que en 1938 lidera la conformación de la Corporación Araucana. Dentro de esta organización Romero formará parte por décadas del llamado "Grupo Central", su principal espacio de toma de decisiones.
En las elecciones de 1953 resultó electo diputado por el Partido Nacional Cristiano, perdiendo posteriormente su escaño en su intento de reelección de 1957. En 1961 se vuelve a presentar como candidato como parte del Partido Democrático Nacional, nuevamente sin éxito.
En 1963, mediante la Ley N.° 15.129 el Congreso Nacional le concedió una pensión de gracia por 200 escudos mensuales, beneficio también recibido por José Cayupi.